# Splitvrucht

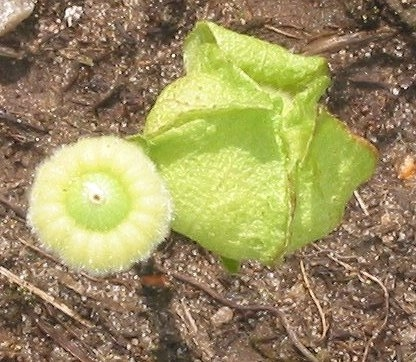
Veeldelige splitvrucht van muskuskaasjeskruid

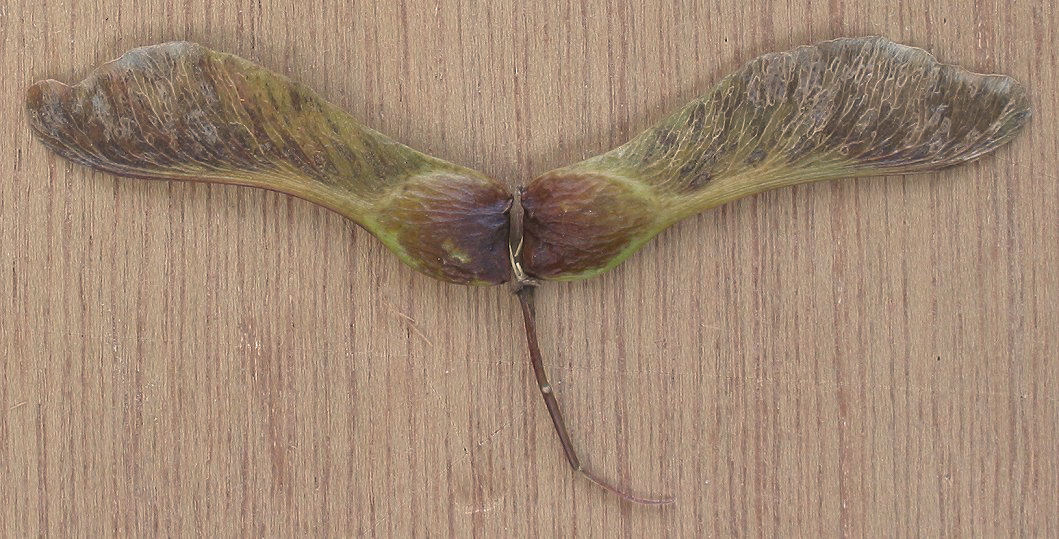
Gevleugelde splitvrucht van esdoorn

Een splitvrucht of schizocarp is een niet-openspringende vrucht, die zich bij rijpheid splitst in afzonderlijke dopvruchten. Men categoriseert ze van een- tot vijfdelig, boven de vijf worden ze veeldelig genoemd. Bij de tweedelige onderscheidt men de subgroep van de gevleugelde splitvruchten.

## Voorbeelden
- Tweedelige — karwij, gewone berenklauw, fluitenkruid, zevenblad, fijne kervel, anijs
  - Gevleugelde — esdoorn
- Driedelige — Oost-Indische kers, moeraszoutgras
- Vierdelige — witte dovenetel, gewone smeerwortel, gewone hennepnetel
- Vijfdelige — gewone reigersbek, robertskruid
- Veeldelige — groot kaasjeskruid, muskuskaasjeskruid, stokroos